# Semeru

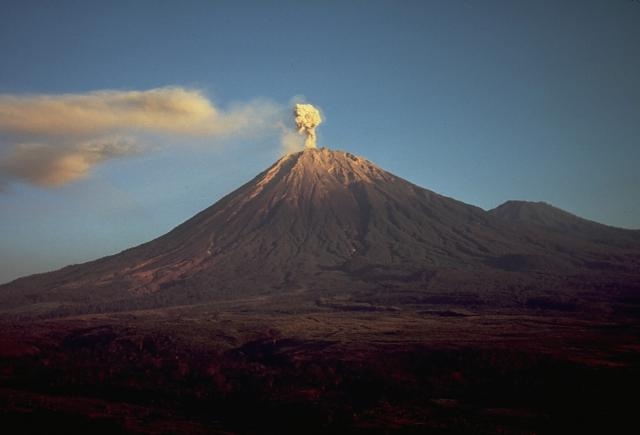
Vulkanen Semeru.

Semeru är en 3 676 meter hög aktiv vulkan på Java, Indonesien; den är Javas högsta berg. Utbrott har pågått mer eller mindre konstant sedan 1967. Det går att bestiga Semeru med utgångspunkt från berget Bromo, vilket tar 2–3 dagar.